# Carolyn Conant Van Blarcom
Carolyn Conant Van Blarcom, född 12 juni 1879 i Alton, Illinois, död 20 mars 1960 i Arcadia, Kalifornien, var en amerikansk sjuksköterska och reformator inom barnhälsovården. 1913 blev hon den första amerikanska sjuksköterskan att få barnmorskelicens.
Hon gjorde bland annat pionjärsinsatser i förhindrandet av blindhet i späd ålder. Van Blarcom spelade också en avgörande roll i att etablera barnmorskeutbildning, och hon reformerade Maryland State Sanatorium for Tuberculosis och flera andra viktiga hälso- och sjukvårdsinstitutioner i landet.
Van Blarcom skrev den första läroboken i obstetrik och planerade läroplanen för barnmorskeutbildningen. Hon tjänstgjorde ocvkså som hälsoredaktören för the Delineator, en damtidning där hon publicerade en artikelserie om graviditet och spädbarnsvård.

## Biografi

### Tidiga år
Carolyn Conant Van Blarcom var dotter till William Dixon Van Blarcom och Fanny Conant. 1898 skrev hon in sig som sjuksköterskeelev vid Johns Hopkins Hospital Training School for Nurses. Efter sin examen 1901 stannade hon vid skolan i ytterligare fyra år, i rollen som lärare i obstetrik och biträdande chef för sjuksköterskefakulteten. Hennes yrkeserfarenheter härifrån gjorde henne till en auktoritet inom obstetrik.

### Fortsatt karriär
1905 flyttade hon till St. Louis, där hon omorganiserade en träningsskola för sjuksköterskor. Under 1908 var hon för en tid skef för Maryland Tuberculosis Sanitarium i Sibillisville. Hon flyttade senare till New Bedford i Massachusetts, där hon anställdes som chef för ett privat sanitarium för tuberkulospatienter.
Som ett erkännande av hennes talang för organiserande, utsågs hon 1909 till sekreterare vid New York State Committee for the Prevention of Blindness. Den här tjänsten gav henne möjlighet att studera huvudorsaken till kurerbar blindhet hos nyfödda. I samarbete med Russell Sage Foundation genomförde hon en undersökning bland barnmorskepraktikanter och runt relaterad lagstiftning i USA, Storbritannien och flera andra länder. 1913 publicerades resultaten av undersökningen under titeln The Midwife in England.
Van Blarcom var en av pionjärerna i att göra hälso- och sjukvård till utbildningsgrunden för barnmorskeyrket. Hon var även förkämpe för behovet av yrkesmässing utbildning för sjuksköterskor – inte minst inom förlossningshjälp.
Hon skrev många texter om förlossningshjälp, och hennes lärobok "instruerade sjuksköterskor i hur man håller den nyföddas huvud." Hon var också engagerad i Amerikanska Röda Korset.

### Sista tid
20 mars 1960 avled Carolyn Conant Van Blarcom i lunginflammation. Vid tillfället var hon bosatt i Arcadia i Kalifornien.